# Ctenotus pantherinus
Ctenotus pantherinus (леопардовий гребневухий сцинк) — вид сцинкоподібних ящірок родини сцинкових (Scincidae). Ендемік Австралії.

## Підвиди
Виділяють чотири підвиди:
- Ctenotus pantherinus acripes Storr, 1975 — від північних районів Північної Території до центрального Квінсленда і острова Барроу біля північно-західного узбережжя Західної Австралії;
- Ctenotus pantherinus calx Storr, 1970 — від східних районів Кімберлі[en] в Західній Австралії до північного сходу північної Території;
- Ctenotus pantherinus ocellifer Storr, 1969 — від Західної Австралії до північних районів Південної Австралії й півдні Північної Території;
- Ctenotus pantherinus pantherinus (Peters, 1866) — південний захід Західної Австралії.

## Поширення й екологія
Леопардові гребневухі сцинки широко поширені в пустельних і напівпустельних районах Австралії, в спінніфексових і чагарникових заростях. Живляться термітами та їх личинками. Відкладають яйця.